# Plesitelep
Plesitelep románul: Pleși, falu Romániában, Erdélyben, Fehér megyében.

## Fekvése
Lomány közelében fekvő település.

## Története
Plesitelep korábban Lomány része volt, 1910-ben 242 román lakossal. 1956 körül vált külön, ekkor 446 lakosa volt.
1966-ban 223, 1977-ben 181, 1992-ben 150, 2002-ben pedig 132 román lakosa volt.